# Annakapelle (Graun)

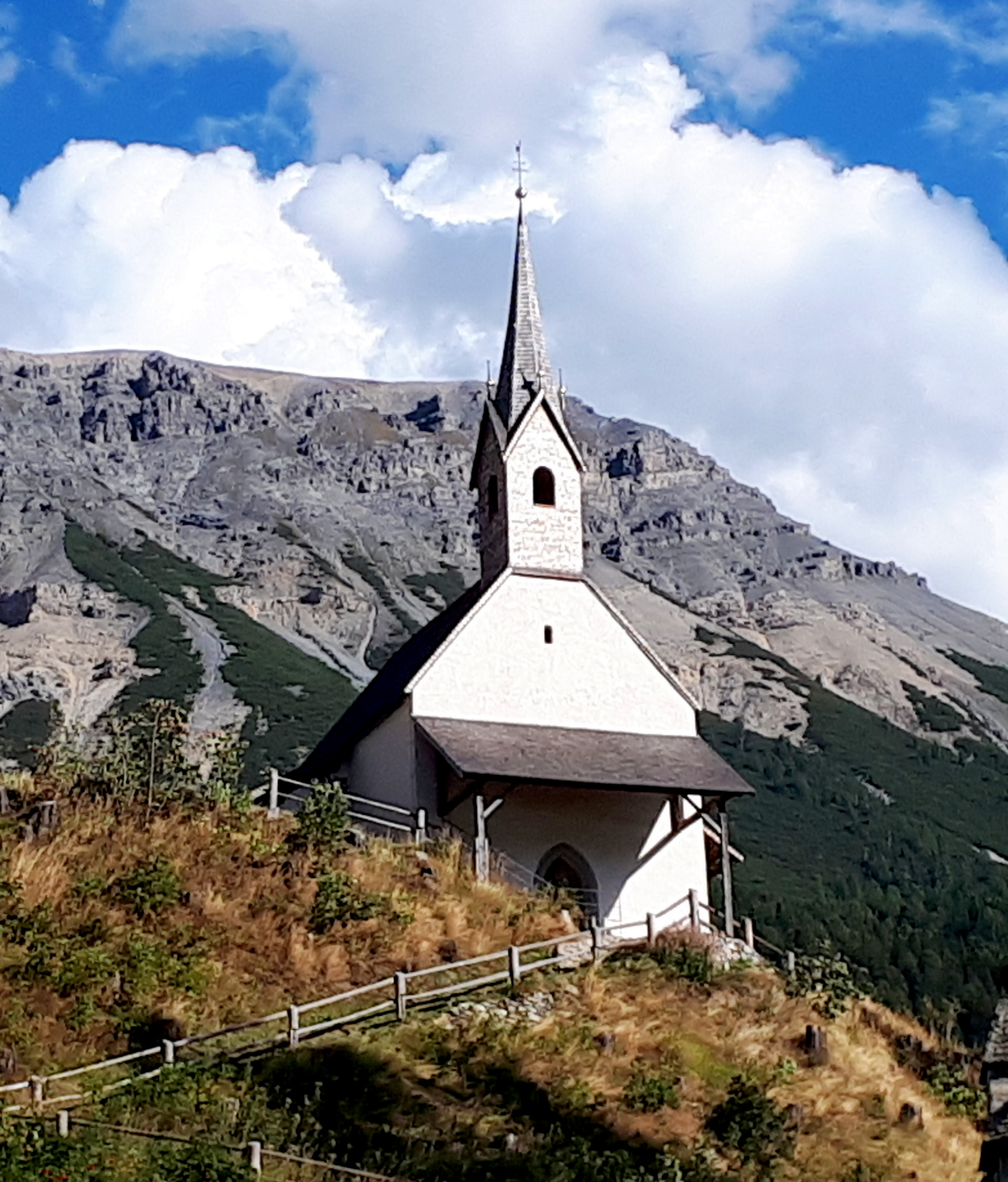
Annakapelle auf dem Hügel, im Hintergrund der Endkopf

Die Annakapelle im Dorf Graun in der Gemeinde Graun im Vinschgau (Südtirol) ist ein römisch-katholisches Kirchengebäude, das der Pfarrei St. Katharina Graun angeschlossen ist. Sie ist damit seit 1816 der Diözese Brixen angegliedert und gehörte zuvor zum Bistum Chur.
Die Kapelle wurde in den 1520er-Jahren im gotischen Stil erbaut und gehört damit als einziges Bauwerk noch zum ursprünglichen Ort Alt-Graun, der mehrheitlich durch die Flutung der Stauanlage Reschensee 1950 verloren ging. Die Kapelle wurde am 23. April 1982 unter Denkmalschutz gestellt.

## Geschichte

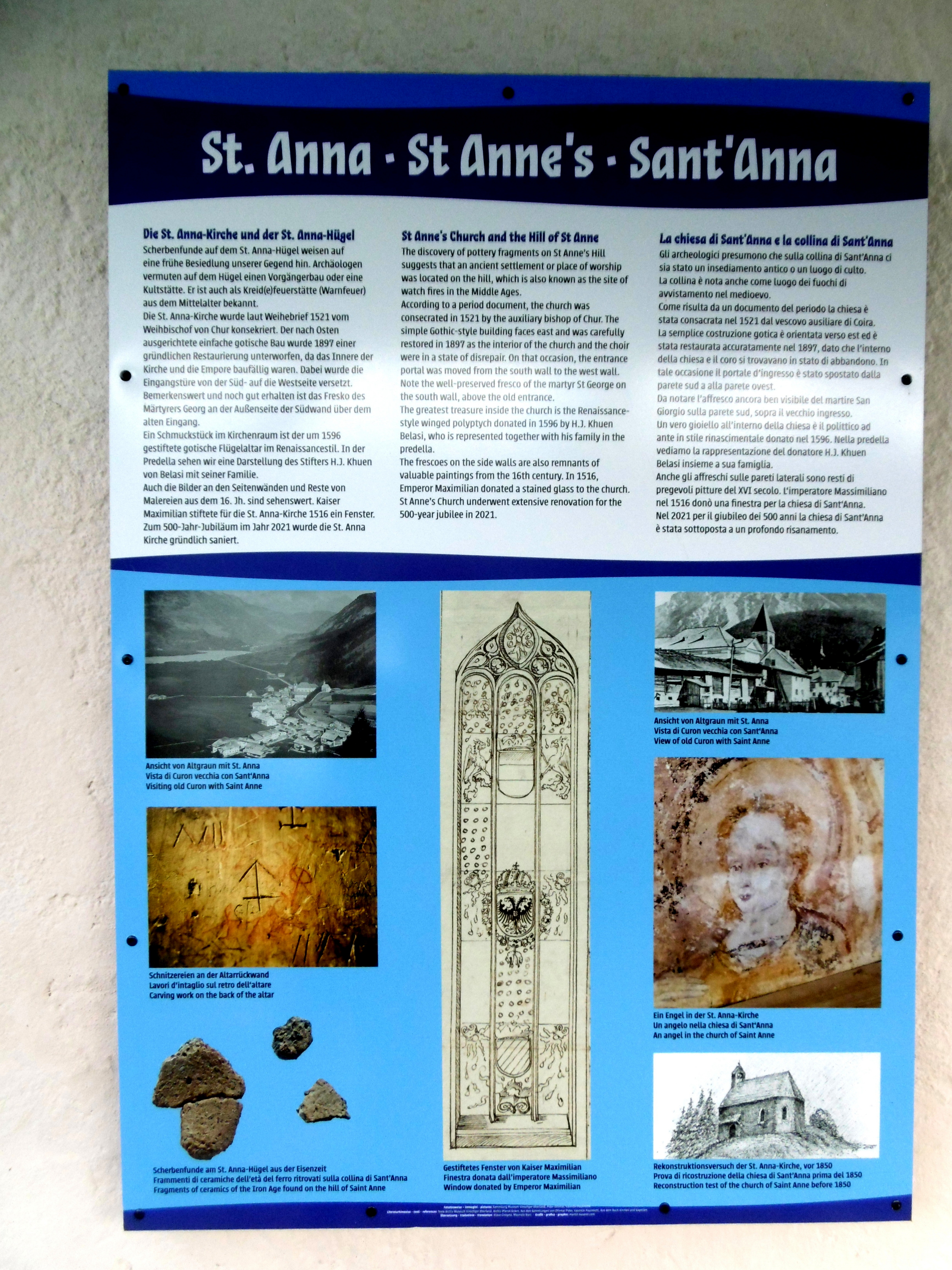
Infotafel Annakapelle

Die im frühen 16. Jahrhundert erbaute Kapelle entging der Flutung des Reschensees, weil sie oberhalb des heutigen Ufers auf einem Hügel steht. Sie wurde am 12. Mai 1521 von Stephan Tschuggli, dem Weihbischof von Chur, konsekriert. Aufgrund von Scherbenfunden nehmen Archäologen an, dass es in früheren Jahren an dieser Stelle einen Vorgängerbau gegeben hatte und der Hügel im Mittelalter als „Kreidfeuerstätte“ zur Warnung vor Gefahren diente. Zur weiteren Geschichte behaupten Überlieferungen, Kaiser Maximilian I. habe sich auf seinen Durchreisen über den Reschenpass des Öfteren in dieser Gegend aufgehalten und bereits 1516 ein Fenster als Stiftung zum Bau der neuen Kapelle zugesagt, das heute aber nicht mehr existiert.
Ebenso deuten mehrere Sagen auf den Hügel als Kultstätte hin. Eine dieser Geschichten berichtet, im damaligen „Mittersee“, einer früher vorhandenen kleineren natürlichen Staustufe der Etsch, habe ein Drachen gehaust, der nach Belieben mordete, wenn ihm nicht wöchentlich ein Mitglied der dortigen Familien zum Fraß vorgeworfen wurde. Als die Familie des Grafen Khuen von Belasy ein Opfer stellen sollte, habe sich der Graf für seine Familie mit dem Versprechen freigekauft, eine Kapelle auf dem Hügel zu errichten, wenn jemand den Drachen zur Strecke bringen würde. Kurze Zeit darauf tötete ein Unbekannter den Drachen und der Graf ließ die Kapelle bauen und einen Altar aufstellen. Noch heute verweist ein Fresko aus dem Jahr 1600 über dem ehemaligen Südeingang auf diese Sage, in dem entsprechend Georg der Drachentöter dargestellt ist.
Zwischen 1897 und 1903 wurde die Kapelle einschließlich der Inneneinrichtung wegen Baufälligkeit grundlegend restauriert und saniert sowie umgebaut. Dabei wurde der Südeingang zugemauert, ein Westportal eingesetzt und im Inneren eine Empore eingebaut. Eine neuerliche Sanierung fand 2021 anlässlich der 500-Jahr-Feier der Kapelle statt.

## Baucharakteristik

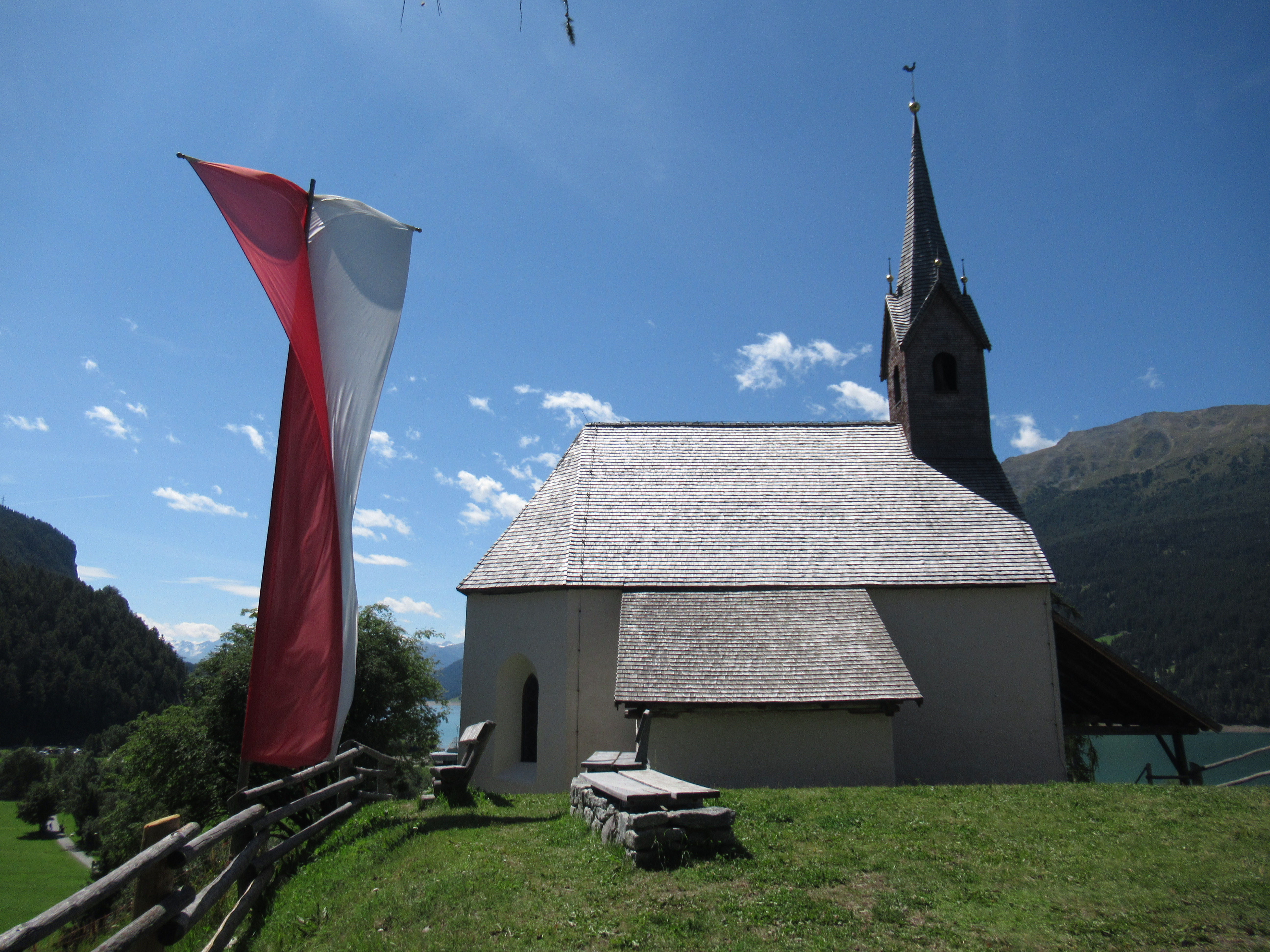
Nordseite

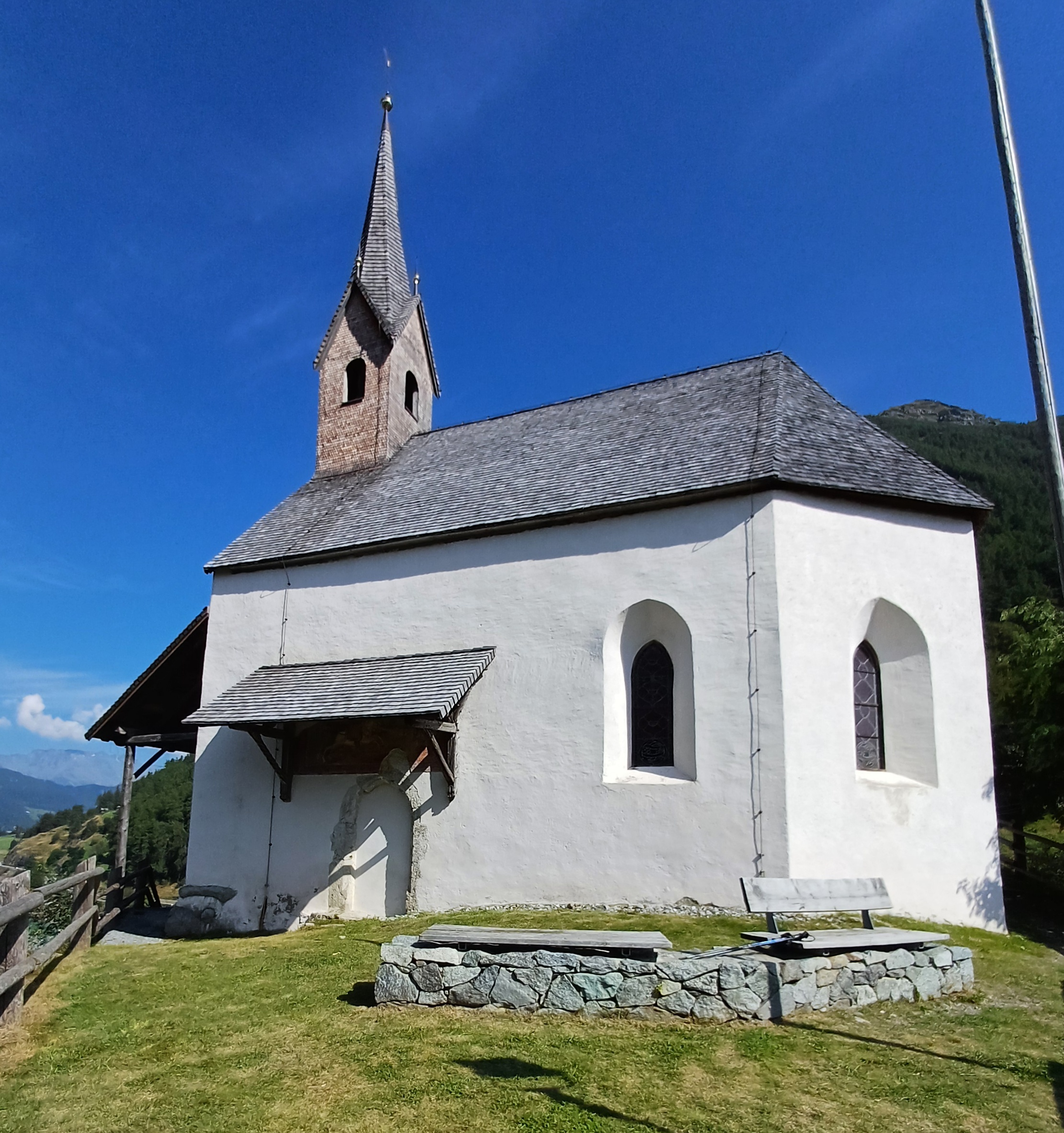
Südseite mit ehem. Eingangsbereich

Der weiß geschlämmte Backsteinbau gliedert sich in ein rechteckiges Langhaus, das ostwärts in einen dreiseitigen gleichhohen Chor übergeht. Gedeckt ist das Langhaus mit einem Satteldach, das im Chorbereich in ein Walmdach übergeht.
Die Eingangsfassade wird durch ein kräftiges Spitzbogenportal betont, das mit einer doppelt gestuften Steinumrandung aus Granit eingefasst ist. Das Portal hat eine gotisch verzierte, einflügelige massive Tür, die aus Holz der Region angefertigt ist. Als Wetterschutz dient ein über die gesamte Fassadenbreite gehendes Pultdach oberhalb des Eingangsbereichs.
Über dem Giebel der Eingangsfassade befand sich in den Anfangsjahren ein kleines, gemauertes, kaminartiges und oben rundes Glockentürmchen, das 1850 in Teilen ersetzt und 1893 komplett neu erstellt wurde. Dieser nunmehr kleine quadratische hölzerne Dachreiter mit Spitzhelm hat an seinen Seitenwänden je eine rundbogige Schallöffnung.
Tageslicht erhält der Innenraum durch halbhohe Spitzbogenfenster in den drei Chorseiten und eines in der Südfassade. In der Südfassade ist zudem noch die mit Granitsteinen ausgestaltete Einfassung des ehemaligen und jetzt zugemauerten Eingangsbereichs zu erkennen, über der unter einem vorkragenden Pultdach das Georgsfresko aufgetragen ist. An der Nordfassade ist ein kleiner Vorbau mit seitlich je einem kleinen Rundbogenfenster angebaut, der ebenfalls mit einem Pultdach versehen ist und innen die Sakristei aufnimmt.
Im Inneren ist die Kapelle eher schlicht gehalten, weiß getüncht und mit einem Kreuzgratgewölbe ausgestattet. Schmuckstück des Raumes ist der 1596 gestiftete Flügelaltar im Renaissancestil. Auf dem Altar finden sich Darstellungen der heiligen Sippe und der Mariä Verkündigung sowie von Jakobus, Johannes dem Täufer und der heiligen Agnes von Rom. Bezugnehmend zur „Drachenlegende“ finden sich am Altar auch Darstellungen der Margareta von Antiochia, die von einem Drachen verschlungen worden war, ihm aber unversehrt entkommen konnte, sowie von Georg dem Drachentöter.
An der Predella des Altars sind Abbildungen angebracht, die die Stifterfamilie Graf H. J. Khuen von Belasi und seine Ehefrau darstellen sollen.
Sehenswert sind ferner Reste von Malereien aus dem 16. Jahrhundert und Bilder an den Seitenwänden sowie die 70 cm hohen Statuen des hl. Rochus, des hl. Sebastian und der hl. Mutter Anna, bei denen es sich jedoch um Kopien handelt, weil die Originale 1964 bei einem Kirchenraub gestohlen wurden.

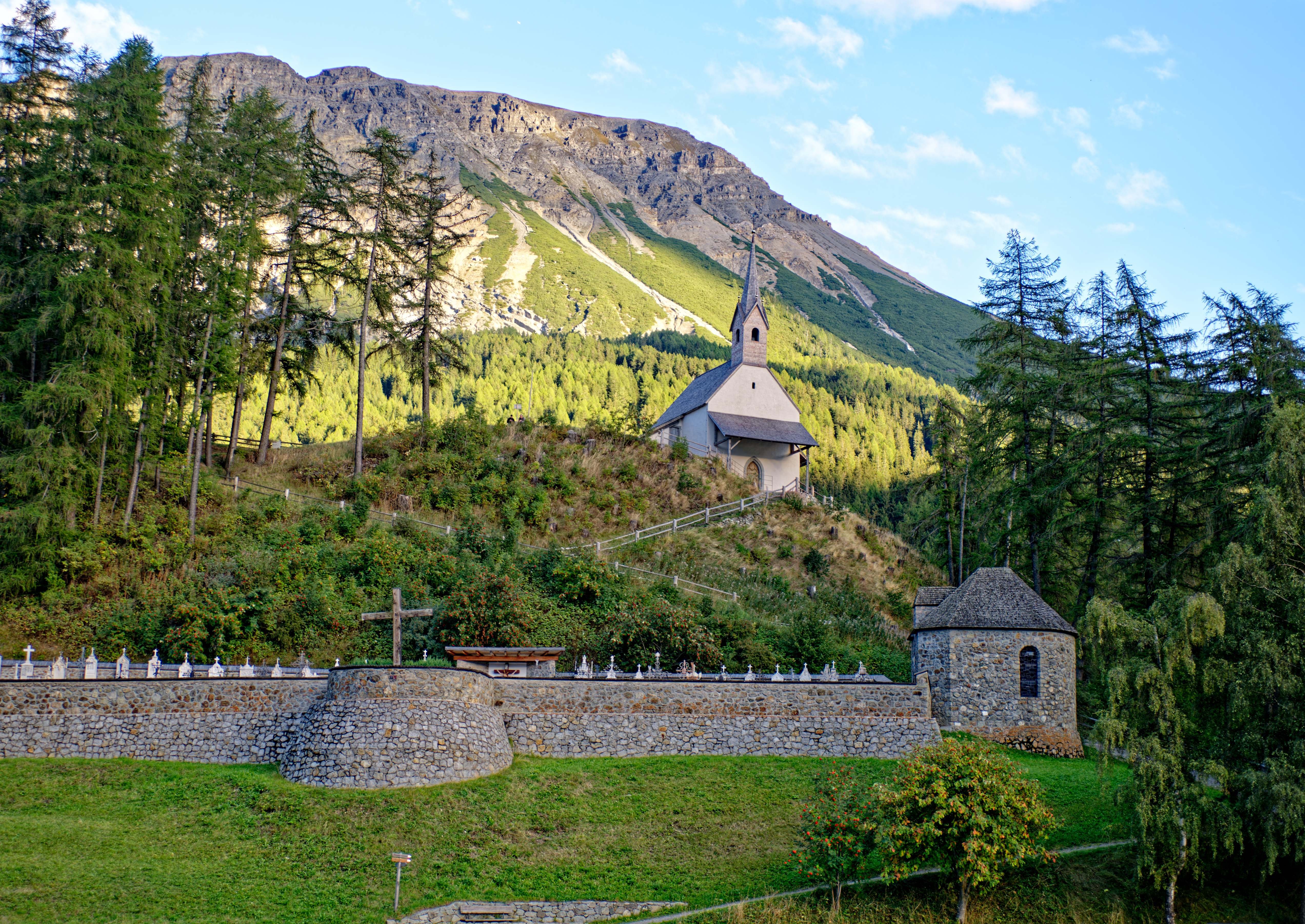
Annakapelle mit dem Friedhof Graun
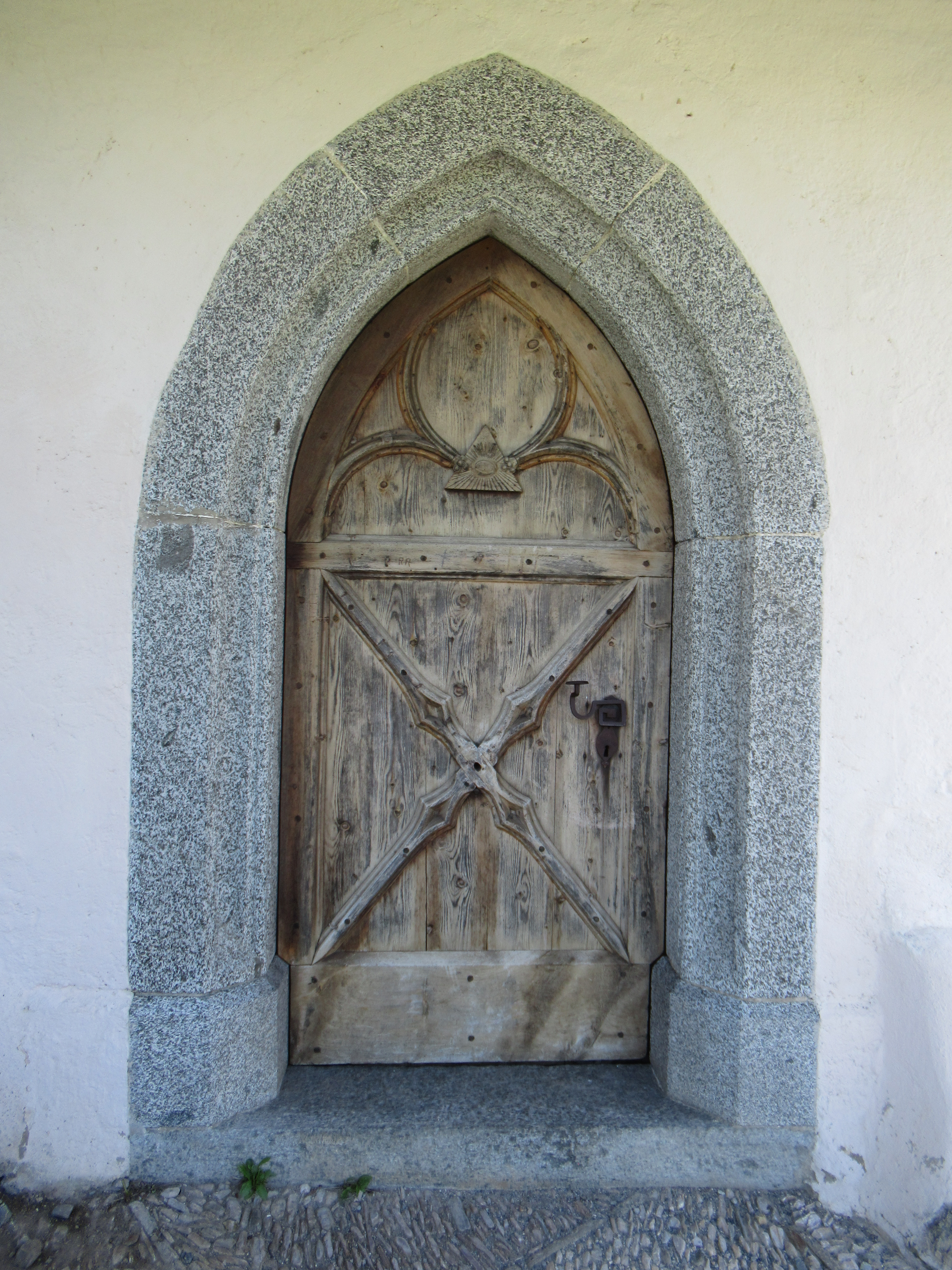
Eingangsportal
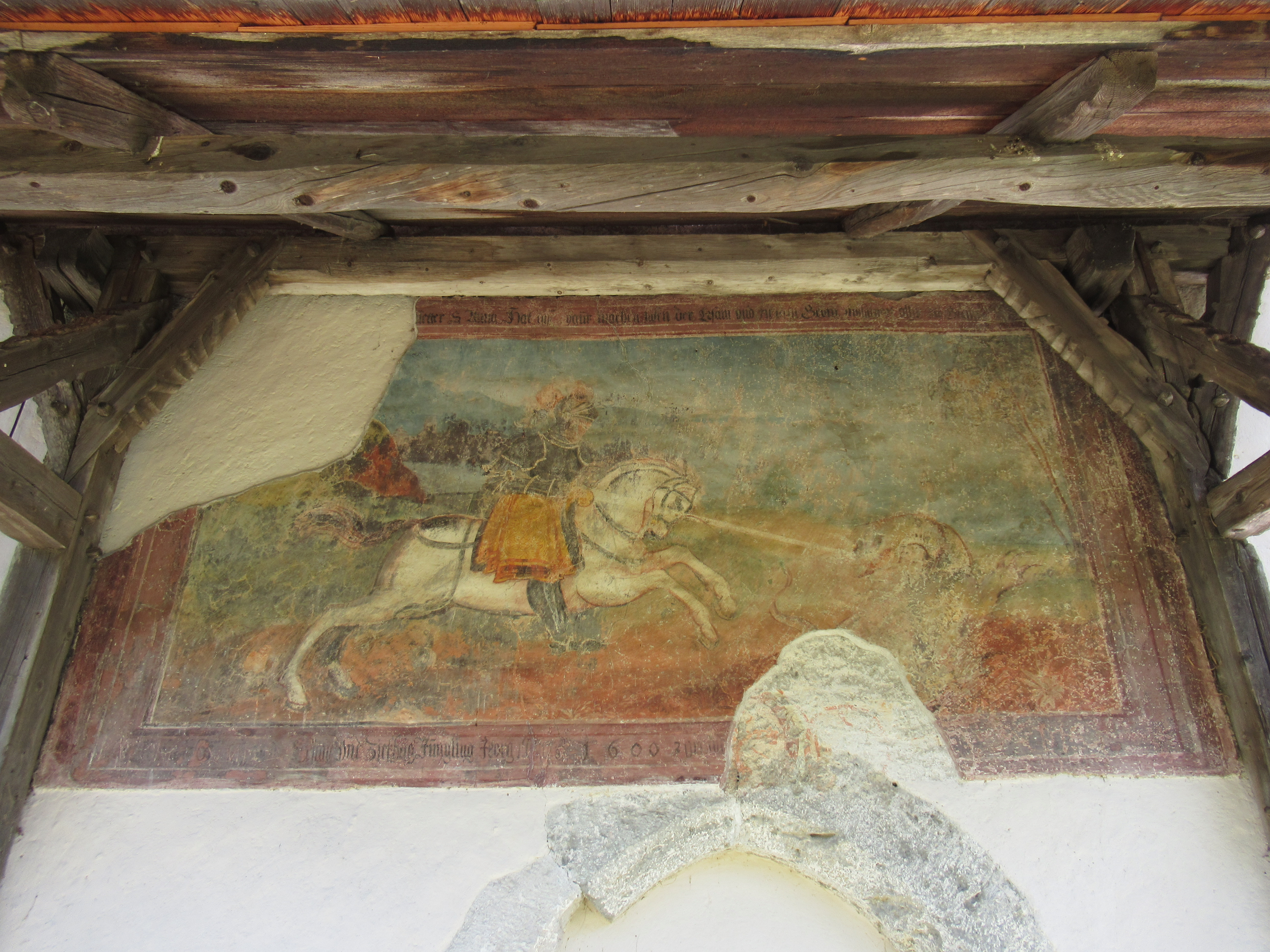
Fresko Georg der Drachentöter (1600)
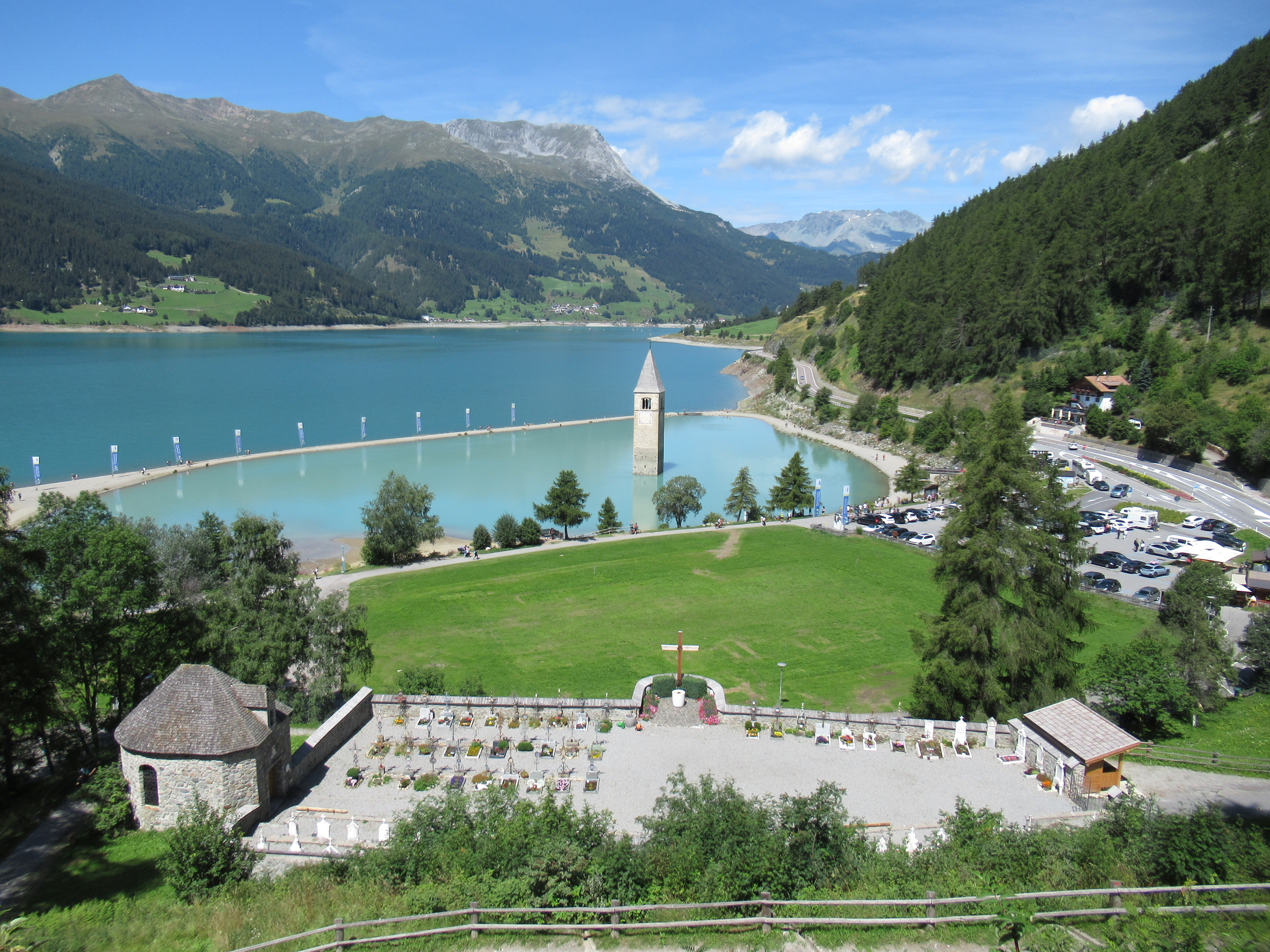
Blick von der Annakapelle auf den Friedhof Graun, den Kirchturm der alten Pfarrkirche St. Katharina und den Reschensee